# Vladímir Abramóvitx Neumann
Vladímir Abramóvitx Neumann (rus: Владимир Абрамович Нейман; Txitkan, 10 de febrer de 1889 - Khabàrovsk, 21 de setembre de 1938), àlies Nikolski, fou un revolucionari rus d'origen jueu, militant del Partit Comunista Rus, destacat per participar al Primer Congrés Nacional del Partit Comunista de la Xina.
Nascut el 10 de febrer de 1889 al poble de Chitkan, regió de Barguzin, a Transbaikal Neumann va estudiar a l'escola comercial de Chita en els seus primers anys i va treballar com a empleat en una botiga privada de Txità des de 1912 fins a 1916. El 1916, va començar a servir com a soldat privat al 16è Regiment de Reserva d'Infanteria de Sibèria, i va ser desmobilitzat el 1917. El 1918, es va unir a l'Exèrcit Blanc rus, i l'abril de 1920, es va unir a l'Exèrcit Roig amb la Companyia Independent Jueva. El 1921 es va unir al Partit Comunista de Rússia (bolxevics). De 1921 a 1923 va servir al Departament d'Intel·ligència de l'Exèrcit Popular Revolucionari de la República de l'Extrem Orient. El 1921 va treballar a la Secció Xina del Comitè Dirigent del Secretariat del Partit Comunista Rus a l'Extrem Orient.
El juny de 1921, va arribar a la Xina com a representant de tres organitzacions, l' Oficina Internacional d'Espionatge de l' Extrem Orient, el Secretariat Internacional de l'Extrem Orient i el predecessor de la Internacional dels Treballadors Rojos, el "Consell Internacional dels Treballadors", moment en què comença a utilitzar el nom Nikolski. Després d'arribar a Xangai, Nikolski es va reunir amb un altre representant de la Komintern dels Països Baixos, Marin, i es van posar en contacte amb Li Da i Li Hanjun. El 23 de juliol de 1921, Nikolski va assistir al Primer Congrés Nacional del Partit Comunista de la Xina, celebrat al número 106 de Wangzhi Road, Xangai, i va pronunciar un discurs a la reunió.
De 1922 a 1925, va treballar a la Secció d'Espionatge de l'Oficina de Representació de Plenipotenciaris a la Regió de l'Extrem Orient, i una vegada va fer treballs clandestins a Manxúria i altres llocs. Després de 1925, va treballar a la regió fronterera de l'Extrem Orient i va exercir com a director de l'Oficina d'Afers Exteriors del Comitè líder de la regió de la frontera de l'Extrem Orient. Durant l'incident de Middle East Road el 1929, va estar a càrrec del sabotatge i dels treballs subterranis a Pogranitxni. De 1930 a 1932, va estar a càrrec del treball d'intel·ligència contra el Japó a la ciutat de Heihe, Xina. De 1933 a 1935 va treballar a l'Oficina de Gestió del Ministeri d'Afers Interns de la Regió Fronterera de l'Extrem Orient a Xangai. De 1935 a 1937, va exercir com a representant plenipotenciari de la 7a Divisió del Comitè Rector de la Seguretat de l'Estat del Ministeri d'Afers Interiors de la Unió Soviètica, temps durant el qual va anar a la Xina per fer treballs clandestins.
Va ser arrestat a Khabàrovsk el febrer de 1938 per espionatge i executat a Khabàrovsk el 21 de setembre de 1938. El 8 de novembre de 1956 el Tribunal Militar del Tribunal Suprem de la Unió Soviètica el va rehabilitar.